# Dyfed
Dyfed er et walisisk grevskab, der ligger i det sydvestlige Wales. Det er hovedsageligt et landdistrikt med kystlige mod det Irske Hav og Bristolkanalen.
Mellem 1974 og 1996 var Dyfed også navnet på områdets county council, og navnet bliver fortsat brugt i visse ceremonielle sammenhænge. Ved oprettelsen af de walisiske hovedområder i 1996 blev Dyfed nedlagt som county, og blev erstattet af Carmarthenshire, Ceredigion og Pembrokeshire.
I 2007 havde grevskabet et estimeret befolkningstal på 375.200 personer.
Det administrative hovedkvarter for Dyfed County Council lå i Carmarthen, mens den største by var Llanelli. Andre større befolkede område inkluderede Haverfordwest, Milford Haven og Aberystwyth.